# Stanley (compañía de recipientes aislados)
Stanley es una marca de envases para alimentos y bebidas que lleva el nombre de William Stanley Jr., quien inventó la primera botella de vacío aislada totalmente de acero en 1913. Desde entonces, la marca Stanley ha sido producida por varias empresas y actualmente es propiedad de Pacific Market International (PMI), una subsidiaria del Grupo HAVI. Stanley es mejor conocido por sus termos de acero y, desde 2020, por su línea de vasos Stanley Quencher, también conocidos como tazas Stanley.

## Historia

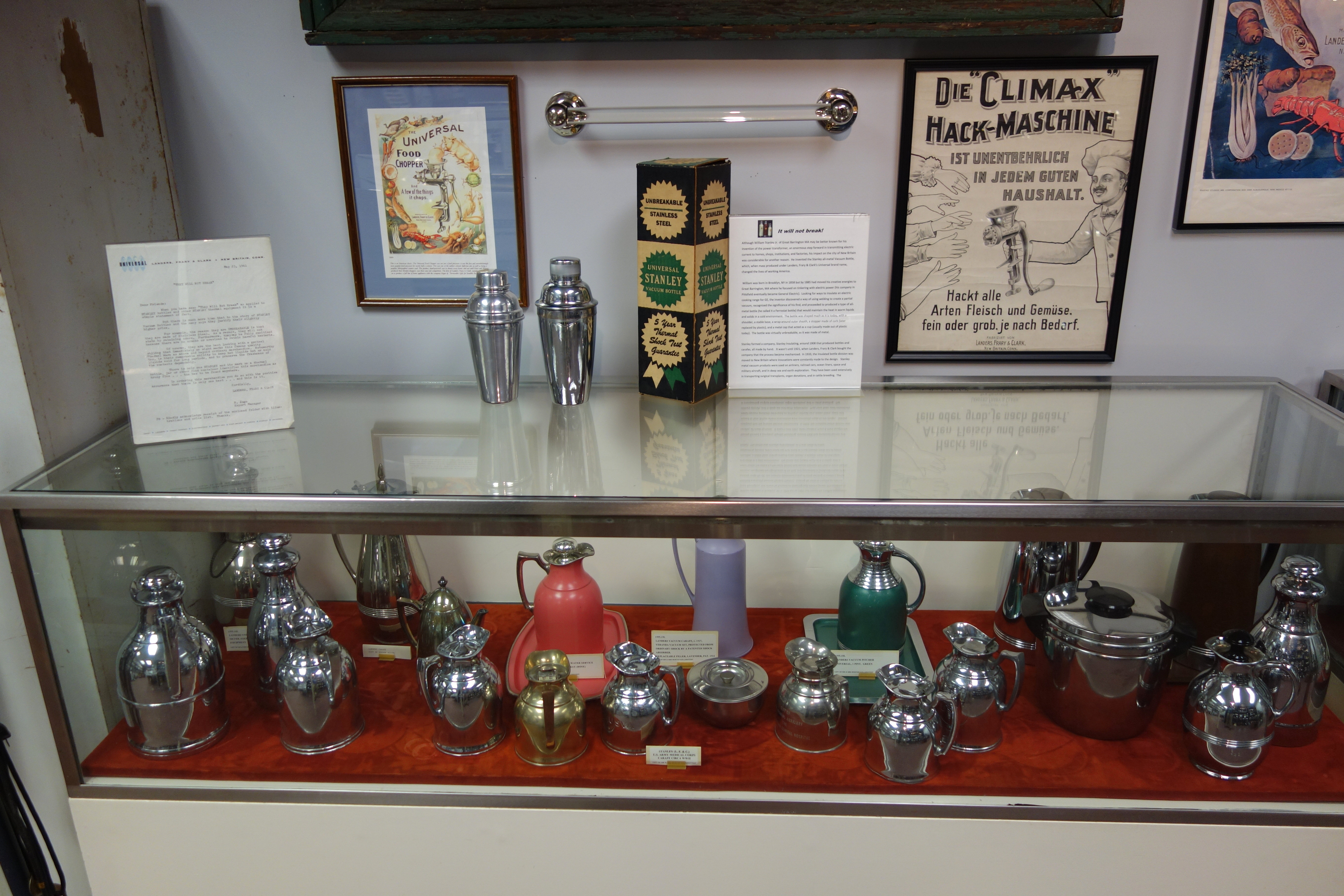
Una colección de botellas Stanley antiguas en el Museo Industrial de New Britain

### Orígenes y termo Stanley (1913-1965)
El 2 de septiembre de 1913, William Stanley Jr. patentó el termo de acero inoxidable. La idea surgió como resultado de su trabajo con transformadores, durante el cual descubrió que un proceso de soldadura que estaba utilizando podría usarse para aislar una botella de vacío con acero en lugar de vidrio.
La nueva botella de Stanley fue anunciada en The Berkshire Courier el 8 de julio de 1915. Poco después, fundó la Stanley Insulating Company en Great Barrington, Massachusetts, y comenzó la producción en masa de la botella bajo las marcas Ferrostat y, más tarde, Supervac. Obtuvo respaldo financiero para la empresa de su amigo William H. Walker, quien se desempeñó como presidente, mientras que Stanley se desempeñó como vicepresidente. Walker finalmente tomaría el control de toda la empresa.
En 1916, William Stanley murió a la edad de 57 años. Walker murió poco después, en 1917.
En 1921, la empresa fue adquirida por Landers, Frary &amp; Clark de New Britain, Connecticut, que fabricaba las botellas térmicas de Stanley bajo su nombre comercial Universal. La empresa continuó fabricando en Great Barrington hasta 1933, cuando Landers, Frary & Clark consolidó sus operaciones con su fábrica de New Britain.
El termo Stanley se hizo conocido por su durabilidad. Fue el único termo totalmente de acero en producción hasta mediados de la década de 1960. Se dice que el ejército de los Estados Unidos probó los termos Stanley durante la Primera Guerra Mundial arrojándolos desde aviones y atropellándolos con equipo pesado. Los pilotos de bombarderos llevaban termos Stanley durante la Segunda Guerra Mundial.

### Adquisiciones y desplazamientos al extranjero (1965-2020)
En 1965, la línea Stanley fue adquirida por Aladdin Industries de Nashville, Tennessee. En 1988, Aladdin subcontrató a Brasil el ensamblaje de moldes de plástico de los termos Stanley.
En 2002, Pacific Market International (PMI), con sede en Seattle, adquirió los derechos de venta minorista y de marca de Stanley y Aladdin. Ampliaron la marca para incluir otros productos no aislados, entre ellos artículos de bar y frascos. PMI comenzó a fabricar productos Stanley en China.
Stanley presentó el vaso Adventure Quencher en 2016. Las primeras ventas del Quencher no fueron sustanciales y la empresa dejó de reabastecerlo y comercializarlo en 2019. Después de trabajar con Buy Guide, un blog dirigido por mujeres con sede en Utah, para vender 5.000 Quenchers, la empresa reanudó la producción en una gama cada vez más amplia de colores. El producto fue el principal impulsor de las ventas anuales de Stanley, que aumentaron de 70 millones de dólares en 2019 a un estimado de 750 millones de dólares en 2023. Desde las exitosas campañas de marketing de influencia para Quencher, Stanley ha cambiado su estrategia de marketing para vender principalmente a mujeres.

### Rebranding y la “Stanley Cup” (2020-actualidad)
En 2020, la empresa contrató a Terence Reilly, ex de Crocs, como su presidente; las ventas de Quenchers aumentaron un 275% entre 2020 y 2021. En noviembre de 2024, Stanley anunció su asociación de varios años con el futbolista Lionel Messi, que marca la primera colaboración entre la empresa y un atleta profesional. La asociación permitirá a Stanley ofrecer una gama de nuevos productos, a saber: el vaso con pajita abatible Quencher ProTour, el sistema High Precision Flow Mate, la taza Classic Mate y la bombilla Mate.

## Productos

### Bebida refrescante

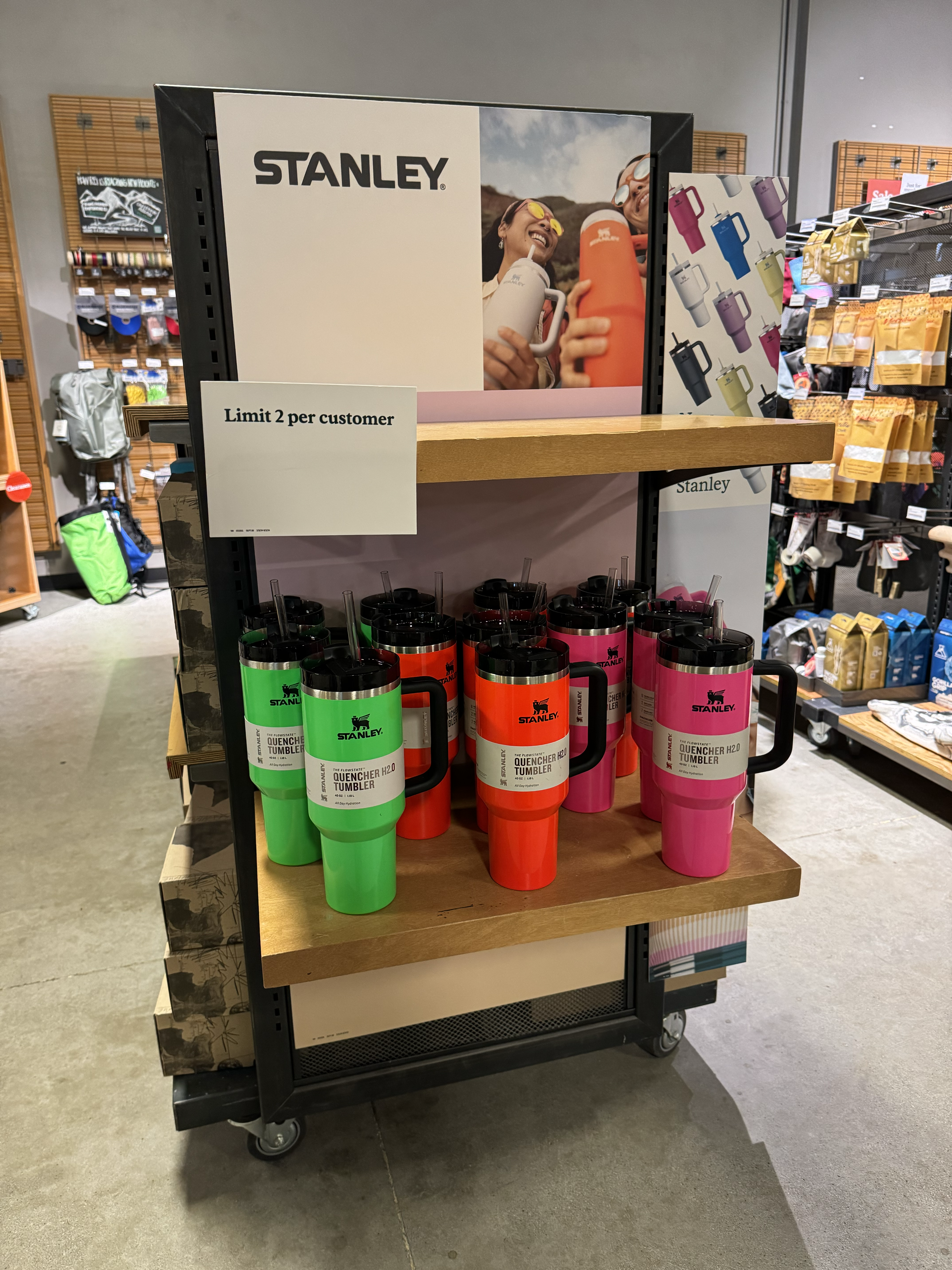
Exhibidor REI para vaso Stanley Quencher H2.0: límite de 2 por cliente

Lanzado en 2016, el Stanley Quencher (a veces Stanley Cup) se hizo popular como resultado de campañas de marketing de influencers en las redes sociales, particularmente TikTok. Las ventas comenzaron a repuntar en 2019.
En 2020, Terence Reilly se unió a Stanley como su nuevo presidente. Reilly contactó a Ashlee LeSueur, cofundadora de Buy Guide, quien había descubierto el Quencher en 2017 en una tienda Bed, Bath, and Beyond. Impresionada por el producto, se convirtió en seguidora, regalándolo a sus amigos y recomendándolo a sus seguidores, lo que generó un mayor interés. Como resultado, la empresa decidió continuar la producción y lanzó el extintor en más colores. En 2020, el Quencher se convirtió en el producto más vendido de la marca, posición que ha mantenido desde entonces. Es el artículo más popular de Stanley entre las clientas. Ha aumentado las ventas anuales de Stanley de 70 millones de dólares en 2019 a 750 millones de dólares en 2023.
El Stanley Quencher es un vaso estilo vaso con aislamiento al vacío que se ofrece en tamaños de 14, 20, 30 y 40 onzas líquidas. Las características incluyen una pajita removible, aislamiento al vacío para mantener el contenido a una temperatura deseada durante un período de tiempo más largo y se ofrece en múltiples opciones de colores, algunas limitadas por las ofertas de temporada. Hasta la fecha se han lanzado al mercado muchos refrescos de edición limitada, incluidos algunos en asociación con Starbucks que se agotaron rápidamente.

#### País de oro Stanley
El 14 de noviembre de 2023, Stanley lanzó una versión dorada de edición limitada del Quencher en asociación con la estrella de la música country Lainey Wilson.

#### La Copa Stanley sobrevive al incendio de un coche
El 16 de noviembre de 2023, una TikToker llamada Danielle Lettering publicó un video de su Kia Sorento quemado mientras que su vaso Stanley sobrevivió intacto con hielo todavía dentro. Esto llamó la atención del presidente de Stanley, Terence Reilly, quien respondió en un video ofreciendo reemplazar su vaso Stanley y su auto. Tras el vídeo viral, las ventas se dispararon a finales de 2023.

#### Starbucks y Stanley Quencher
En diciembre de 2023, Stanley presentó un refresco con temática de San Valentín, el Starbucks × Stanley Quencher, exclusivamente en las tiendas Target en los Estados Unidos. Algunos clientes acamparon en las tiendas, mientras que otros, según se informó, "casi llegaron a los golpes o invadieron la tienda".
En mayo de 2024, se presentó el Sunset Gradient Starbucks x Stanley Quencher, que presenta colores metálicos brillantes, dorado y rosa.

#### Refrescantes florales Stanley para el Día de la Madre 2024
Para el Día de la Madre de 2024, Stanley lanzó unos tumbles en color rosa con un diseño floral.

### Colección de pajitas abatibles IceFlow
La colección Stanley IceFlow Flip Straw es una colección de vasos con aislamiento al vacío que utiliza un diseño de pajita abatible que está integrado en la tapa. Vienen en tamaños de 16, 24, 32, 50 y 96 onzas.

### Otros productos
Además de los vasos Quencher, Stanley también ofrece una gran variedad de productos con y sin aislamiento al vacío, incluidos frascos, vasos de pinta, botellas de vacío y otros tipos de recipientes para bebidas. Stanley también ofrece refrigeradores para exteriores, loncheras y juegos de utensilios de cocina para acampar.

## Crítica
En 2022 y 2023, algunos TikTokers informaron que el Stanley Quencher contiene plomo después de usar la prueba de fluorescencia de rayos X (XRF) y que el vaso puede representar un riesgo de intoxicación por plomo. Posteriormente, la empresa publicó un comunicado confirmando que “Sí, Stanley utiliza plomo en el proceso de fabricación de sus vasos." La compañía también publicó una declaración en la que afirmaba que "no hay plomo presente en la superficie de ningún producto Stanley que entra en contacto con el consumidor", al tiempo que agregó "ni en el contenido del producto", contradiciendo su afirmación anterior de que había plomo en los productos. En febrero de 2024, la empresa matriz de Stanley enfrentó dos demandas que la acusaban de engañar intencionalmente a los clientes sobre el riesgo relacionado con el plomo del vaso.
Aunque las botellas de agua reutilizables han sido elogiadas como una alternativa sostenible a las botellas de plástico de un solo uso, la tendencia de coleccionar y exhibir colecciones de vasos Quencher ha generado inquietudes sobre si son mejores para el medio ambiente cuando se usan con poca frecuencia o se coleccionan.
El blog Wirecutter del New York Times analizó el vaso Adventure Quencher en 2022 y el vaso Quencher H2.0 FlowState en 2024. El crítico elogió el aislamiento y la apariencia de las tazas, pero criticó sus tapas por ser propensas a tener fugas. Finalmente, Wirecutter recomendó tazas de tamaño similar de otras empresas como alternativas con menor tendencia a derrames.